# Monchina (raza bovina)
La raza monchina es un tipo de vaca de la especie Bos taurus, autóctona del norte de España. Esta raza se localiza en la confluencia de las provincias de Cantabria, Vizcaya y el Valle de Mena en el norte de Burgos.
El significado del nombre de la raza es montesina, de los montes, montañesas por tanto, aludiendo a la condición temperamental semibrava y a la topografía de los terrenos donde se explota. Viven en zonas de montes abruptos y de arbolado con pastos. 
Raza perteneciente al tronco bovino cántabro, en un medio donde el resto de bovinos no tiene este encuadre filogenético. Son animales de gran rusticidad, pequeño tamaño, rojizos o castaños y cóncavos. Ganado montaraz y huidizo, es característica su rebeldía derivada de su crianza asilvestrada. Es de destacar su extremado carácter maternal.
Además de las razas foráneas, las monchinas han estado sometidas a la presión de dos razas cárnicas como han sido la pirenaica por el Este y la tudanca por la parte cántabra. El Catálogo Oficial de Razas de Ganado incluye a la raza bovina monchina en el Grupo de Razas Autóctonas en Peligro de Extinción.

## Morfología y carácter
La raza monchina refleja fielmente los rasgos típicos de su tronco étnico ancestral, Bos taurus cantabricus: perfil recto o subcóncavo, mesomorfosis y elipometría, poca masa y reducido hueso.
Los animales de esta raza son de pequeño tamaño, la alzada a la cruz de las hembras es de alrededor de 120 cm y de 130 cm en los machos. Las observaciones actualizadas dan peso vivo alrededor de 400 kg para los toros y 275 kg en las hembras.
El color de la capa es rojo castaño o rojo marino predominante con tonalidades oscuras, con borlón negro en la cola, ojinegros, bociblancos con aclaramientos en la frente, línea del raquis y flequillo. El tupé no es abundante, de color más oscuro con respecto a la cara. Es una raza leonada de mucosas negras y pezuñas del mismo color. El pelo es basto y largo. 
Las cabezas son proporcionadas, con testuz elevada. Los cuernos son pequeños, de sección circular, blancos en la base y negros en la punta, delgados, con forma de paréntesis, dirigidos hacia adelante y hacia arriba. Tienen desarrollada la papada. La cruz es menos elevada que la línea dorso-lumbar. El tronco es medianamente largo, aplanado y muy profundo. Las ubres con piel despigmentada, son de base poco amplia y tamaño pequeño, recubiertas de pelos largos y finos. La grupa es corta y estrecha. La cola es de nacimiento anterior y ligeramente arqueada por el maslo.
Es un grupo de ganado bravo, individuos muy rústicos de temperamento arisco que, acosados, no tardan en embestir, cualidades usadas para la lidia en fiestas locales o familiares, y donde eran más demandadas las vacas que los toros.

## Características productivas
Hoy día su aprovechamiento es exclusivamente cárnico. El primer parto se suele producir alrededor del cuarto año de vida y la periodicidad de los mismos es bienal. 
El ternero pastenco que produce nace con un peso de 14 a 20 kg, alcanzando al destete (5 - 6 meses de edad) los 80-90 kg, pudiendo ser finalizado en el cebadero. El vacuno mayor posee canal ligera, 150 kg en las hembras y de 200 kg en los machos, y buen mercado local. Tradicionalmente, se ha tenido como carne de calidad superior, entrando hoy día en el comercio con el apelativo de carne natural.

## Sistema de explotación
Son animales de vida salvaje o semisalvaje con una forma de explotación extensiva. Con vigilancia ocasional y a distancia, los ganaderos sólo toman contacto con sus animales para extraer la producción anual o, en ocasiones, para llevar a cabo controles de obligado cumplimiento como controles administrativos y sanitarios. Pero el carácter semisalvaje de esta raza y el vivir prácticamente en carácter extensivo en los montes ha dificultado a los ganaderos el manejo y captura de estos animales, para lo que se ayudan de los perros de raza Villano de las Encartaciones.

## Censo
Según datos de 2009 la raza se encuentra en peligro de extinción al no superar los 1200 reproductores sumando el censo de las asociaciones del sureste de Cantabria, el sur de Vizcaya y el Valle de Mena.
La población más importante se encuentra en Cantabria, sede de la Asociación Española de Criadores de Ganado Vacuno de Raza Monchina, que en 2007 manejaba un censo de 1692 cabezas, de las cuales 1080 eran vacas reproductoras.
El censo de esta raza en el territorio de Vizcaya está descendiendo en los últimos años alarmantemente, quedando un número de animales casi testimonial. Sin embargo, hay un creciente interés por la pervivencia de esta raza en varios eventos, entre ellos unas importantes jornadas técnicas y concursos morfológicos en Villasana de Mena.